# Schneider 155 mm C Mle. 1917
Il canon de 155 mm Court Modèle 1917 Schneider era un obice campale pesante francese realizzato alla Schneider et Cie, usato da numerosi eserciti europei dalla prima alla seconda guerra mondiale. Derivava, con poche modifiche, dal Modèle 1915.

## Storia

### Canon de 155 mm C Modèle 1915
Il canon de 155 mm Court Modèle 1915 Schneider fu realizzato dalla Schneider et Cie sulla base dell'obice Schneider 152 mm Mle. 1910, realizzato per la Russia zarista. L'affusto dell'obice era stato modificato per montare la bocca da fuoco del Schneider 105 mm Mle. 1913, cosicché fu semplice usare lo stesso affusto ed il sistema di rinculo per una nuova bocca da fuoco da 155 mm. La produzione per l'Esercito francese ebbe inizio nel 1915.

### Canon de 155 mm Court Modèle 1917
A guerra iniziata, a causa della scarsità di ottone e dei costi di produzione dei cartocci bossolo, l'Esercito francese preferiva per i pezzi di grosso calibro l'uso delle cariche a sacchetto; richiese quindi alla Schneider di riprogettare il Mle 1915 per l'uso di queste ultime.
La modifica, a causa dello sforzo bellico cui erano sottoposte le industrie, l'obice così modificato, 155 mm Court Modèle 1917, entrò in servizio solo nel 1916. Fu prodotto in oltre tremila esemplari, oltre ad un certo numero di Mle. 1915 portati al nuovo standard.

## Tecnica
Il Mle. 1915 aveva canna in acciaio, con un ordine di fasciatura sulla culatta. L'otturatore era a vite interrotta, con apertura a destra. La bocca da fuoco, tramite lisce, scorreva sulla culla, dotata di due freni di sparo idropneumatici. La munizione era a cartoccio bossolo con proietto separato dalla carica di lancio, contenuta in un bossolo d'ottone. La culla era incavalcata su un affusto scudato a due ruote in legno cerchiate d'acciaio, con coda unica munita di vomero ribaltabile e timone. Sul lato sinistro della culla era incernierata una cucchiaia di caricamento: questa veniva ribaltata ed allineata alla camera di scoppio aperta e su di essa veniva posto il proietto prima della calcata; veniva poi rimossa prima della chiusura dell'otturatore.
Il Mle. 1917, per poter usare le cariche a sacchetto, venne modificato con l'adozione di un otturatore de Bange, adattando quello del 155 mm GPF Mle 1917 alla canna del Mle. 1915. Inoltre venne rimossa la cucchiaia incernierata alla culla poiché rallentava la cadenza di tiro e venne sostituita da una amovibile.
Per il traino dell'obice con 8 pariglie di cavalli la coda d'affusto veniva agganciata ad un avantreno ad due ruote e la canna veniva arretrata sulla culla per spostare il centro di gravità tra l'assale dell'affusto e quello dell'avantreno. Per il traino meccanico la coda d'affusto veniva direttamente agganciata al trattore d'artiglieria.

## Utilizzatori e impiego

### Francia
Nella parte finale della prima guerra mondiale il Mle. 1917 divenne l'obice pesante standard dell'Esercito francese. Nel 1939 erano ancora in servizio 2 043. Dopo la resa della Francia nel 1940, i pezzi di preda bellica furono immessi in servizio dalla Wehrmacht con la denominazione 15,5 cm sFH 414(f) ("obice campale pesante calibro 15,5 cm modello 414 (Francia)) e assegnati alle unità di seconda linea e all'artiglieria costiera.

### Stati Uniti d'America
L'US Army adottò il Mle. 1917 con la denominazione 155 mm Howitzer Carriage, Model of 1917 (Schneider). Il Model of 1918, prodotto su licenza negli Stati Uniti, differiva leggermente dall'originale francese per la scudatura dritta invece che curva, per i battistrada semi-pneumatici, per il vomero ribaltabile e per il diverso meccanismo di sparo. Le truppe americane in Francia usarono in azione, nel 1918, gli obici francesi, mentre i pezzi realizzati in America venivano imbarcati per la Francia quando la Grande Guerra finì..
Tra le due guerre il Mle 1917 e il Model 1918 vennero aggiornati con freni pneumatici, ruote metalliche e pneumatici. Furono impiegati nelle fasi iniziali della seconda guerra mondiale sia dall'US Army che dal US Marine Corps, fino all'adozione, nel 1942, del 155 mm M1.

### Russia zarista
Alcuni Mle. 1917 furono venduti alla Russia durante la prima guerra mondiale, ma non si hanno notizie sul luro impiego. Sembra che in seguito l'Unione Sovietica ritubò i pezzi per l'impiego della munizione a cartoccio proietto da 152 mm standard dell'Armata Rossa, ma non erano ancora disponibili il 22 giugno 1941, quando scattò l'operazione Barbarossa. Tuttavia alcuni caddero nelle mani della Wehrmacht, che li immise in servizio come 15,5 cm sFH 449(r).

### Finlandia
La Schneider, negli anni venti vendette quattro Mle. 1915 e otto Mle. 1917 alla Finlandia, conosciuti rispettivamente come 152 H/15 e 152 H/17. I pezzi furono ritubati al calibro standard finlandese di 152 mm, pur mantenendo gli otturatori originali; in questo modo il H15 usava la munizione unica da 152 sovietica, mentre il H17 impiegava le cariche a sacchetto. Le ruote in legno cerchiate in acciaio del H15, adatte al solo traino animale, furono sostituite con ruote semi-pneumatiche per il traino meccanico.
Impiegati per l'addestramento, allo scoppio della guerra d'Inverno i H15 servirono con la 3ª Batteria indipendente di artiglieria pesante, mentre gli H17 furono schierati dal 3º Battaglione di artiglieria pesante. Durante la guerra di continuazione entrarono in azione con il 24º ed il 25º Battaglione di artiglieria pesante, oltre che con il 3º Reggimento di artiglieria da campagna. Gli obici furono ritirati alla fine della seconda guerra mondiale.
La Germania trasferì alla Finlandia 166 Mle 1917 di preda bellica francese; il primo lotto di 15 pezzi arrivò nello stato scandinavo nell'ottobre 1940, seguito da altri 147 pezzi nel corso del 1941; gli ultimi 4 arrivarono nel 1944. Questi furono largamente impiegati durante la guerra di continuazione, servendo in cinque battaglioni di artiglieria pesante ed in otto battaglioni di artiglieria campale. Solo 14 pezzi caddero nelle mani dei sovietici nel 1944. Dopo la guerra i pezzi rimasero in riserva e per l'addestramento a fuoco, ricevendo nuovi pneumatici gemellati negli anni sessanta. Furono definitivamente ritirati dalle scuole di tiro negli anni ottanta.

### Polonia
La Polonia acquistò, alla fine della prima guerra mondiale, sia i Mle. 1917 francesi che la licenza di produzione. Il pezzo, denominato Haubica 155 mm wz. 1917, era ancora in servizio in 340 esemplari nel settembre 1939, quando la Polonia fu invasa dai tedeschi. Ognuna delle 39 divisioni di fanteria polacche allineava un battaglione di artiglieria pesante ippotrainato con tre obici da 155 mm e tre da 105 mm, mentre il resto dei pezzi era in riserva. Gli obici catturati dai tedeschi furono reimmessi in servizio dalla Wehrmacht con la denominazione 15,5 cm sFH 17(p).

### Argentina
L'Esercito argentino usava due variante di questo obice, localmente designate Obús Schneider L.15.05 modelo 1928 calibre 155 mm e Obús Schneider L.30.05 modelo 1928 calibre 155 mm. Alcuni rimasero in servizio fino agli anni '80 per l'addestramento nel Colegio Militar de la Nación, mentre altri vennero donati ai paesi vicini.

### Australia

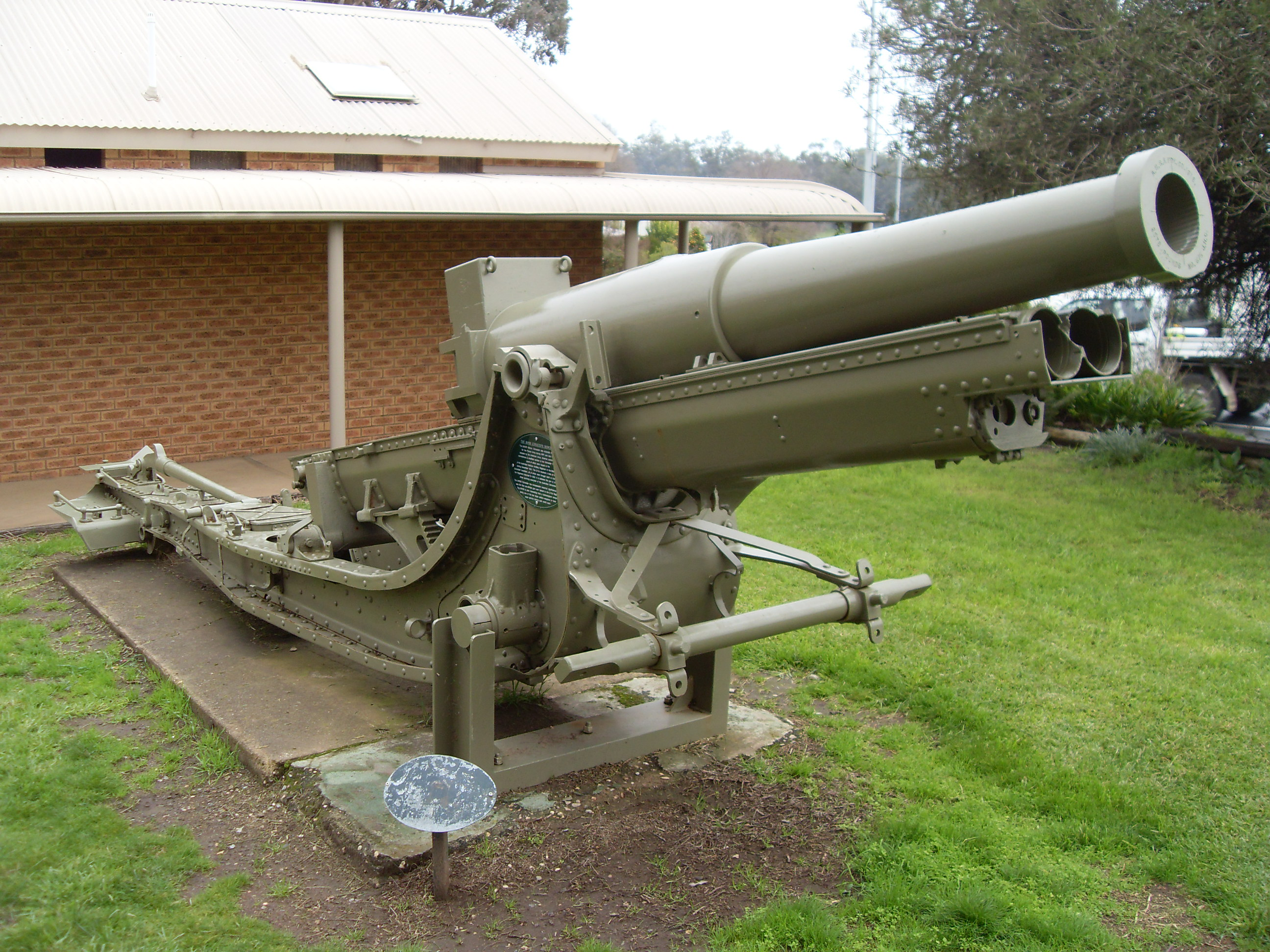
Pezzo n. 675, presso Tarcutta, Nuovo Galles del Sud.

Nel dicembre 1941 gli Stati Uniti trasferirono 18 obici Model 1918 al 2º Battaglione del 1st Field Regiment della Royal Australian Artillery, operativo sul fronte nordafricano. Le armi furono portate in Australia quando il reggimento fu rimpatriato, nel 1942. Tre obici sono ancora esistenti come monumenti.

### Belgio
Il Belgio ricevette un certo numero di obici dalla Francia durante la prima guerra mondiale. Le armi dalla Wehrmacht catturate dopo la resa del Belgio nel 1940 furono ridenominate 15,5 cm sFH 413(b).

### Bolivia
L'esercito boliviano ricevette nel 1976 in dono dall'Argentina 16 obici Obús Schneider L.15.05 modelo 1928 calibre 155 mm e Obús Schneider L.30.05 modelo 1928 calibre 155 mm, varianti del Mle. 1917, sufficienti per equipaggiare due batterie (ognuna su 4 pezzi) di ogni modello. Queste armi sono ancora in servizio con i reggimenti ReA-2 "Bolivar" (1ª Brigata meccanizzata) e RA-3 "Pisagua" (3ª Divisione dell'Esercito).

### Grecia
Nell'ottobre del 1940, quando iniziò l'invasione italiana, la Grecia allineava in totale 96 obici Mle 1917, assegnati ai battaglioni d'artiglieria di corpo d'armata. Questi caddero tutti nelle mani del Regno d'Italia, per essere riutilizzati dal Regio Esercito.

### Jugoslavia
Negli anni '20 l'esercito jugoslavo aveva in servizio 36 Mle. 1917; non è chiaro se le armi furono fornite al Regno di Serbia durante la prima guerra mondiale o se vennero acquistate dalla Jugoslavia negli anni successivi.

### Italia
Il Regio Esercito catturò 8 obici alla Francia durante la battaglia delle Alpi Occidentali ed altri 96 dopo l'occupazione della Grecia. Il pezzo fu immesso in servizio come "obice da 155/14 PB" ("preda bellica") e assegnato ai gruppi di artiglieria di corpo d'armata per l'impiego come pezzi da posizione costieri nelle zone occupate. Dopo l'armistizio dell'8 settembre 1943 i pezzi caduti nelle mani dei tedeschi furono ridenominati 15,5 cm sFH 414 (i).

### Germania
La Germania catturò un elevato numero di obici francesi, polacchi, russi e italiani; 166 pezzi furono trasferiti alla Finlandia, mentre almeno 100 furono impiegati per armare le opere del Vallo Atlantico; altri obici andarono ad equipaggiare le divisioni di fanteria di seconda linea e le unità di occupazione di stanza in Francia, come la 331., la 709., la 711. e la 716. Infanterie-Division della Wehrmacht.

### Spagna
I primi obici furono acquistati in Francia nel 1917 e divennero l'arma standard dell'Esercito spagnolo nel novembre 1922. L'arma venne prodotta anche su licenza a Trubia ed usati dai Regimientos de Artillería Pesados. Un obice venne catturato dai rivoluzionari a Trubia durante la sciopero dei minatori asturiani del 1934 ma era inutilizzabile a causa dell'assenza delle spolette per i proiettili; l'obice andò distrutto quando un candelotto di dinamite venne usato come sostituto dei proietti inutilizzabili.